# زابیوووو
زابیوووو (به لهستانی:  Zabiełłów) یک روستا در لهستان است که در گمینا دروژبیتسه واقع شده‌است.